# Stade national de Varsovie
Pour les articles homonymes, voir Stade national.
Le stade national de Varsovie (en polonais : Stadion Narodowy), connu également sous le nom de PGE Narodowy pour des raisons de parrainage, est le plus grand stade polonais multi-usages. Il a été édifié à Varsovie, la capitale du pays, sur la rive droite de la Vistule, à l'endroit même où se trouvait auparavant le stade du 10e anniversaire (en polonais : Stadion Dziesięciolecia). Le nouveau stade, dont la façade évoque le drapeau national de la Pologne flottant dans l'air (blanc et rouge), est l'œuvre d'un consortium mené par le cabinet allemand JSK, également responsable de la construction du stade municipal de Wrocław et de la rénovation de la Pepsi Arena de Varsovie. Le stade national a une capacité de 58 580 places, dont 900 pour les médias, 800 pour les VIP et 4 600 places premium.
Sa construction a commencé le 7 octobre 2008 et s'est terminée le 30 novembre 2011. L'ouverture officielle du stade a eu lieu le 29 janvier 2012, célébrée par une série de concerts ; le premier évènement sportif a été le match amical de football opposant les équipes nationales de Pologne et du Portugal, le 29 février 2012.
Ce stade a été construit pour pouvoir accueillir le match d'ouverture de l'Euro 2012, deux matches de groupes, un quart de finale et une demi-finale. Il devient ensuite le stade principal de l'équipe de Pologne de football, et à partir de 2014 l'hôte de la finale de la Coupe de Pologne. En mai 2015, le stade national accueille la finale de la Ligue Europa. En 2024 le stade national accueille la 49e édition de la Supercoupe de l'UEFA

## Histoire

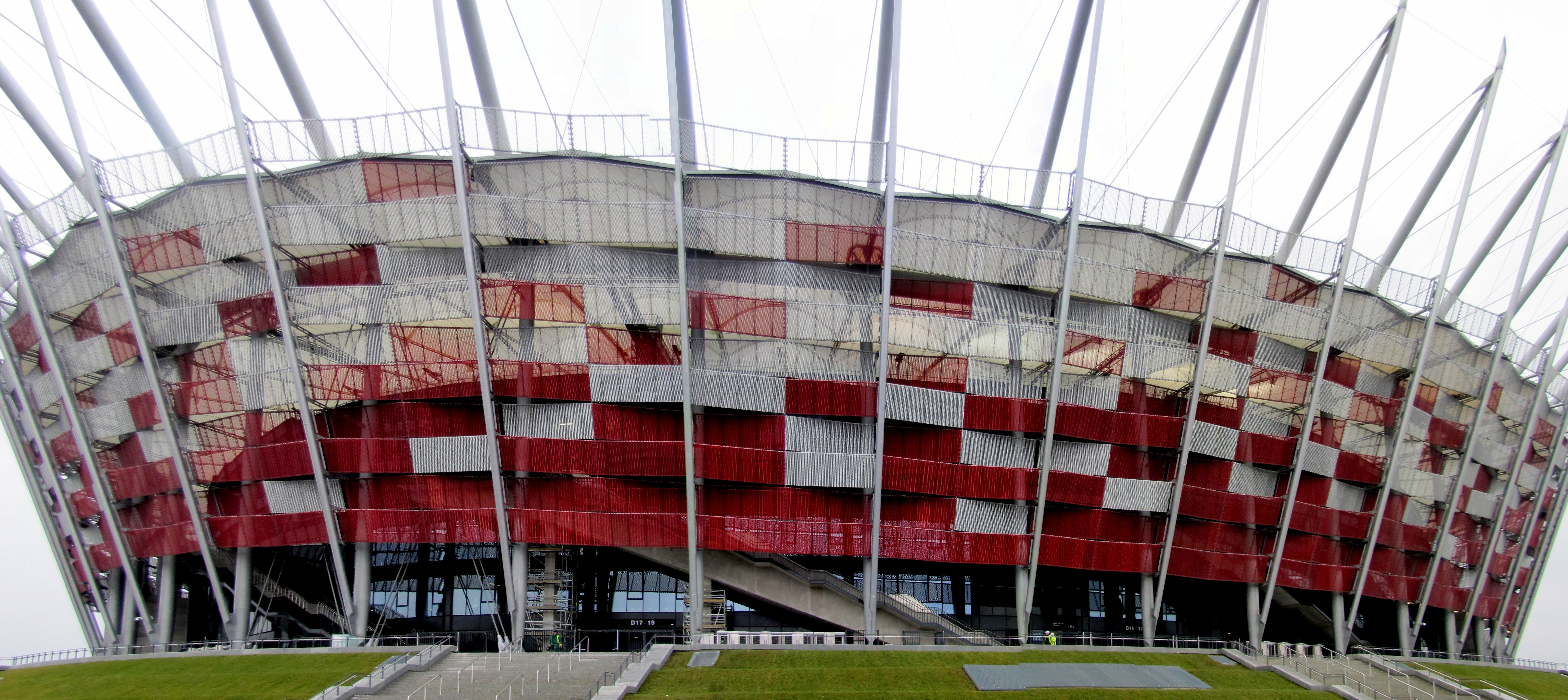
L'extérieur

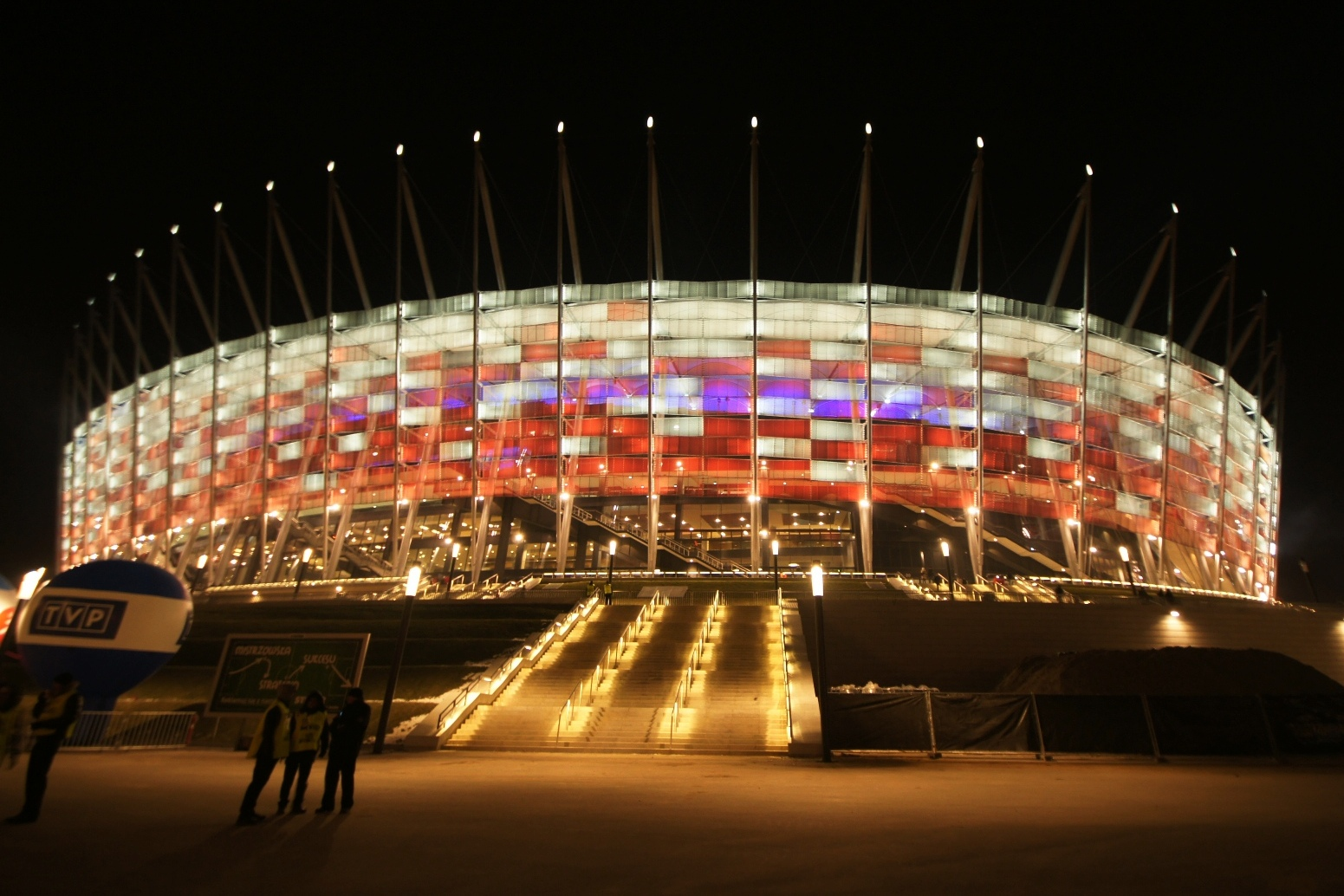
L'extérieur du stade, aux couleurs de la Pologne.

Le gouvernement polonais annonce quelque temps après l'attribution de l'Euro à la Pologne et à l'Ukraine la construction d'un nouveau stade à Varsovie, sur l'emplacement du stade du 10e anniversaire, abandonné en 1983 et reconverti en marché aux puces. Prévu pour le début de l'année 2008, le début de la construction se heurte au refus des vendeurs de quitter le lieu, rebaptisé Rondo Waszyngtona. Le Gouvernement fixe donc un ultimatum aux commerçants, qui quittent l'immense marché le 30 septembre 2007.
Construit avec des ruines d'anciens bâtiments, l'ancien stade est démoli complètement en un peu moins de six mois.
La construction débute finalement le 7 octobre 2008.
En parallèle, une salle omnisports de 15 000 places, un hôtel, une piscine olympique pouvant accueillir 4 000 spectateurs et une salle de conférences sont construits aux alentours du stade, dans le tout nouveau centre sportif.
Le site sera relié par une nouvelle station ferroviaire et par une nouvelle ligne de métro, dans la continuité du métro de Varsovie.
Le stade aurait dû être achevé le 30 juin 2011 et inauguré le 6 août 2011 en accueillant une compétition de moto freestyle, mais un problème concernant les escaliers extérieurs retarde la fin des travaux de cinq mois et le concert d'ouverture n'aura lieu que le 29 janvier 2012 alors que les aménagements intérieurs ne seront toujours pas terminés à cette date et la pelouse encore manquante.
Initialement prévue à 55 920 places, la capacité du stade augmente à 58 580 lors de l'installation des sièges.
En octobre 2020, lors de la pandémie de Covid-19, le stade est transformé en hôpital provisoire de 500 lits, dont 50 équipés pour des soins intensifs.

## Événements

### Événements sportifs
- 29 février 2012 : match amical de football opposant les équipes nationales de la Pologne et du Portugal, 100 jours avant l'Euro 2012 ;
- juin 2012 : Championnat d'Europe de football 2012 :
  - 8 juin 2012 :  Pologne /  Grèce (match d'ouverture) ;
  - 12 juin 2012 :  Pologne /  Russie ;
  - 16 juin 2012 :  Grèce /  Russie ;
  - 21 juin 2012 :  Tchéquie /  Portugal (quart de finale) ;
  - 28 juin 2012 :  Allemagne /  Italie (demi-finale) ;
- 15 juillet 2012 : « Polish Bowl » – finale du championnat de Pologne de football américain ;
- 27 mai 2015 : finale de la Ligue Europa 2014-2015[9] ;
- 14 août 2024 : Supercoupe de l'UEFA 2024

### Concerts
- 29 janvier 2012 : concert d'ouverture « Oto jestem! » (« Je suis là ! ») réunissant les groupes Voo Voo (en) et Haydamaky, Zakopower, Coma, T.Love et Lady Pank.
- 1er août 2012 : The MDNA Tour — Concert de la chanteuse Madonna
- 19 septembre 2012 : Mylo Xyloto Tour — Concert du groupe Coldplay
- 22 août 2015 : Violetta Live  — Concert de la troupe de la série télévisée Violetta
- 5 août 2016 : Anti World Tour : concert de la chanteuse barbadienne Rihanna
- 8 juillet 2018 : concert des Rolling Stones en clôture de leur No Filter Tour Europe 2018. Il s'agira du dernier concert des Rolling Stones en Europe avec leur batteur historique Charlie Watts.
- 27 et 28 juin 2023 : concert de Beyoncé dans le cadre de sa tournée Renaissance World Tour
- 1er, 2 et 3 août 2024 : concert de Taylor Swift dans le cadre de sa tournée The Eras Tour

## Événements annulés

### Événements sportifs
- 6 août 2011 : compétition de motocross freestyle « Red Bull X-Fighters », déplacée au stade municipal de Poznań en raison du retard dans l'achèvement des travaux ;
- 6 septembre 2011 : match amical de football opposant les équipes nationales de la Pologne et de l'Allemagne[10], déplacé à la PGE Arena Gdańsk ;
- janvier 2012 : 20e finale du Grand Orchestre du Secours des Fêtes et autres festivités du Nouvel an, annulées pour la même raison, ainsi que le « Spectacle de lumières » prévu pour l'ouverture officielle du stade national, remplacé par le concert d'ouverture « Oto jestem! » ;
- 11 février 2012 : Supercoupe de Pologne de football, annulée en raison d'un problème de sécurité signalé par la police (mauvais fonctionnement des moyens de communication radio à l'intérieur du stade) ;
- 24 avril 2012 : finale de la Coupe de Pologne de football, déplacée au stade municipal de Kielce pour les mêmes raisons.

### Concerts
- janvier 2012 : 20e finale du Grand Orchestre du Secours des Fêtes et autres festivités du Nouvel an, annulées pour la même raison, ainsi que le « Spectacle de lumières » prévu pour l'ouverture officielle du stade national, remplacé par le concert d'ouverture « Oto jestem! » ;
- Le 8 juillet 2018, les Rolling Stones ont achevé leur No Filter Tour 2018 dans ce stade. Il s'agira du dernier concert des Rolling Stones en Europe avec leur batteur historique Charlie Watts.

## Galerie

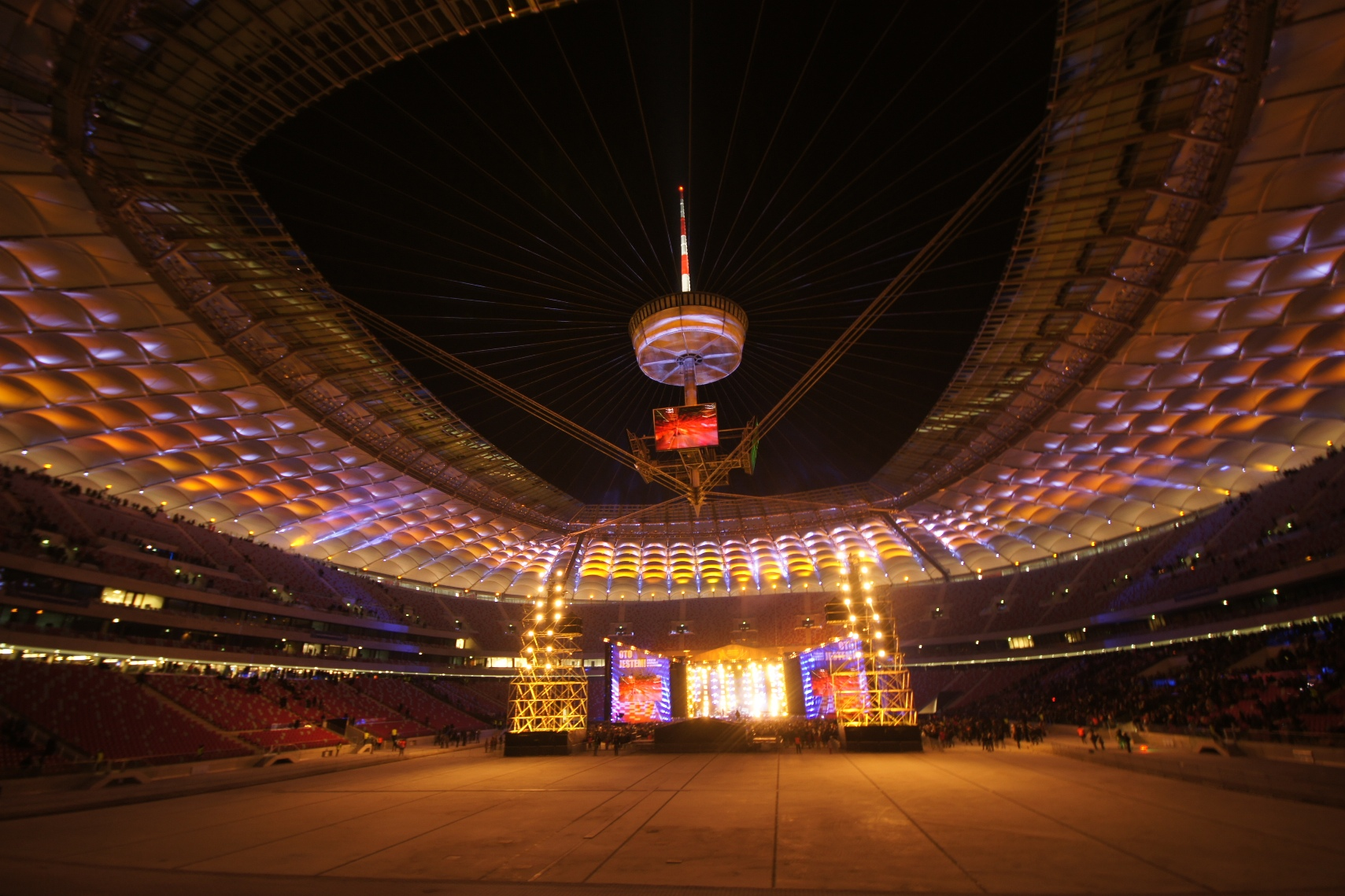
intérieur
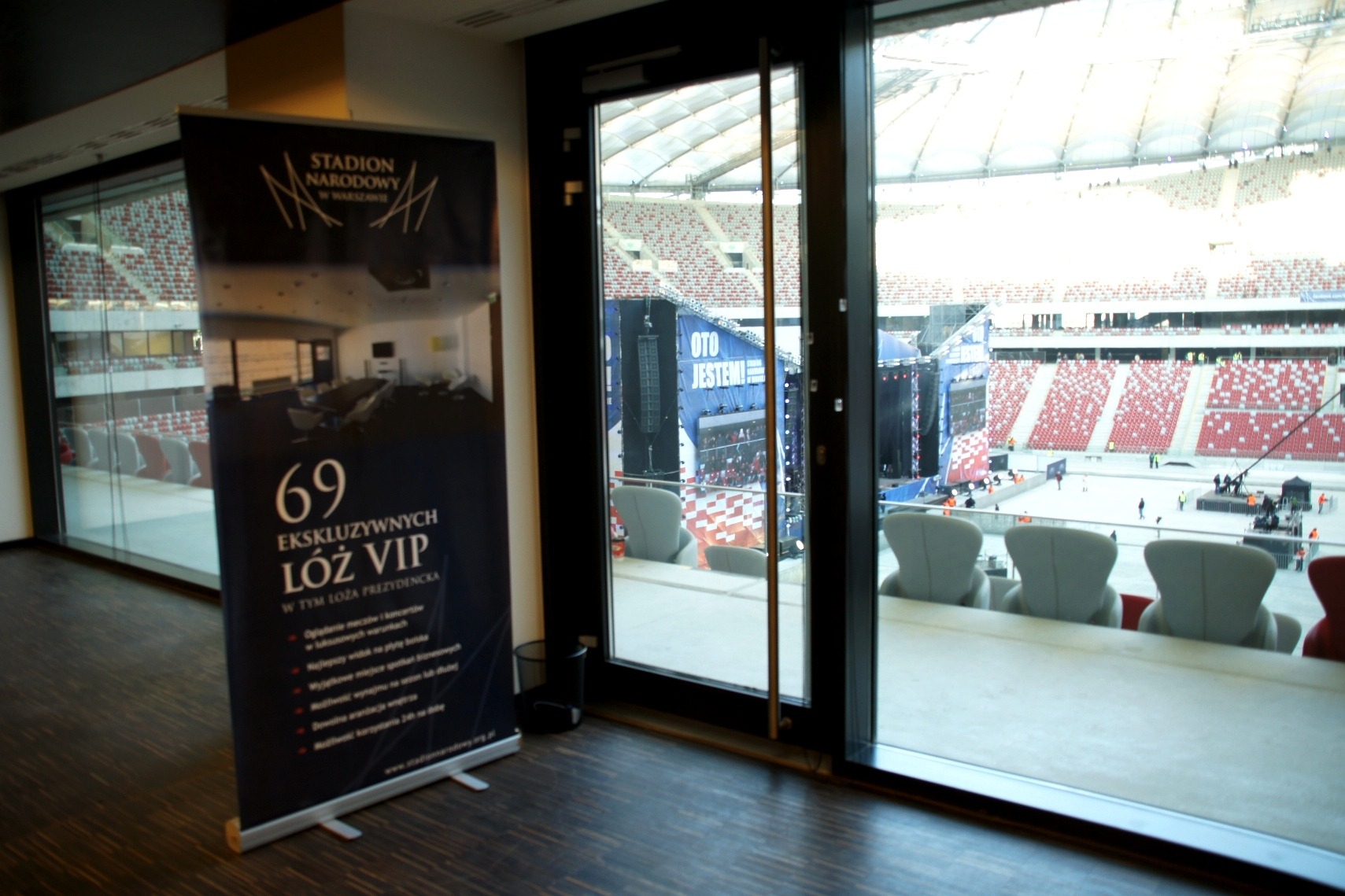
salon VIP
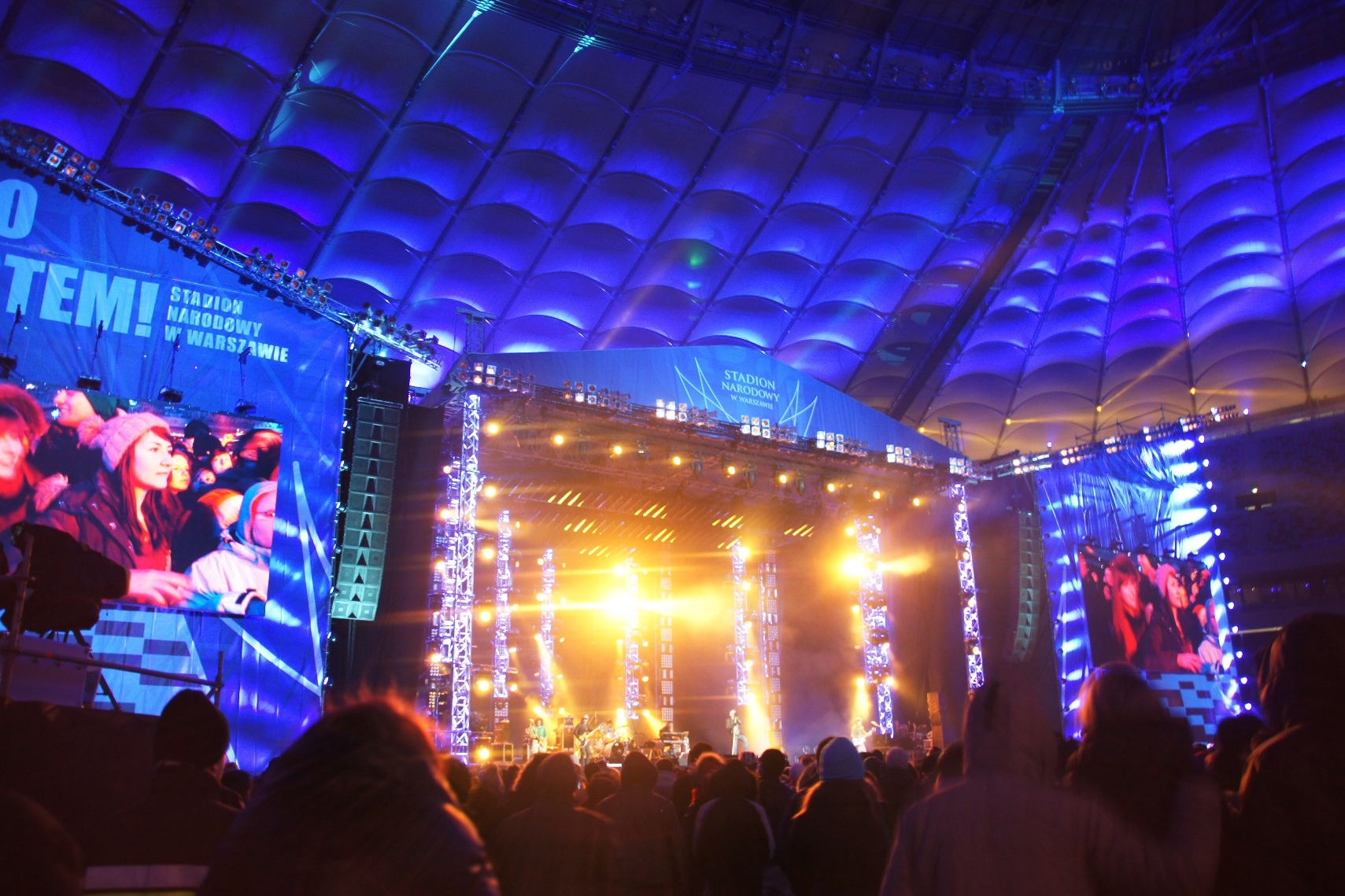
concert
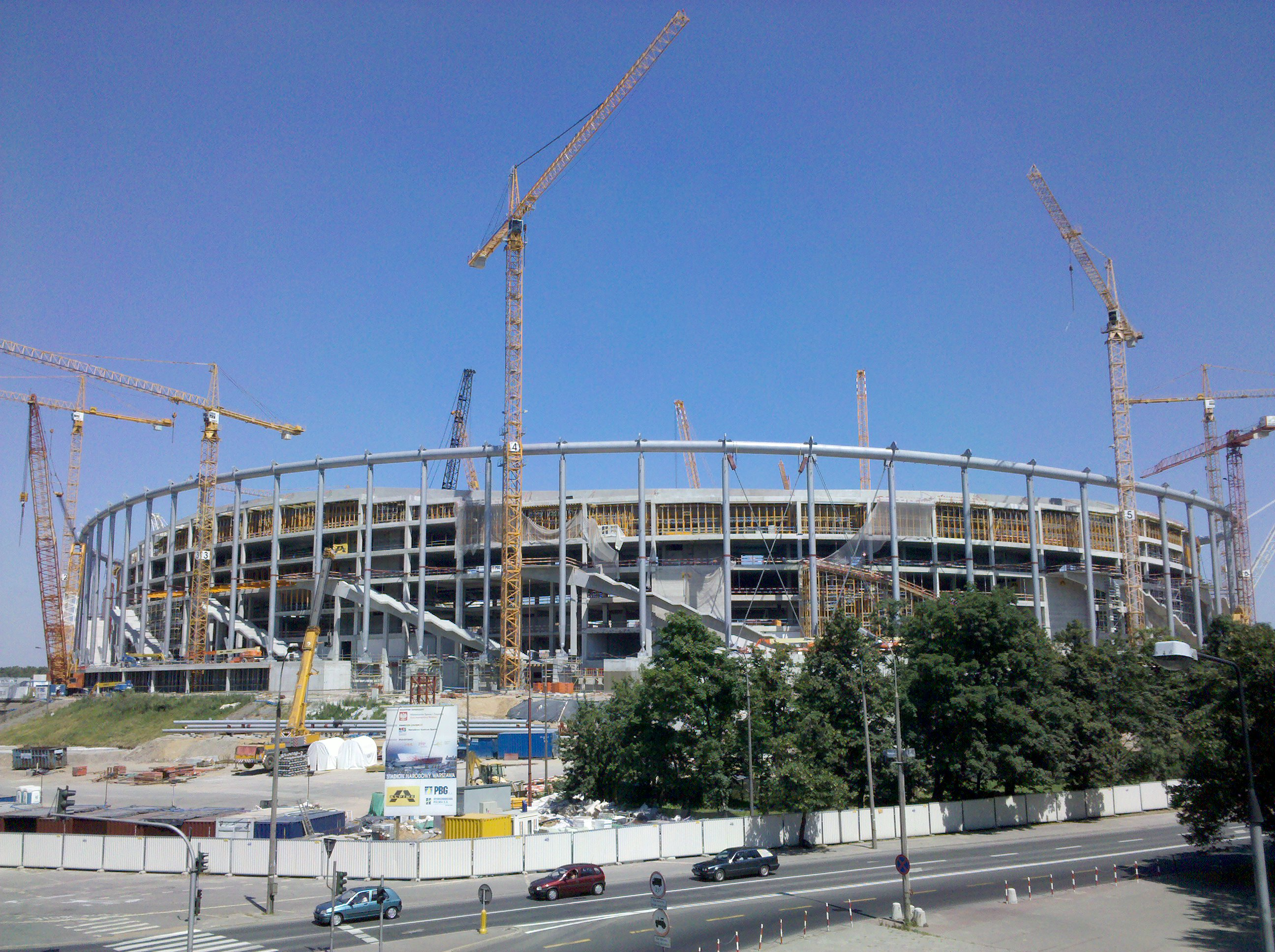
État du chantier le 11 juillet 2010.
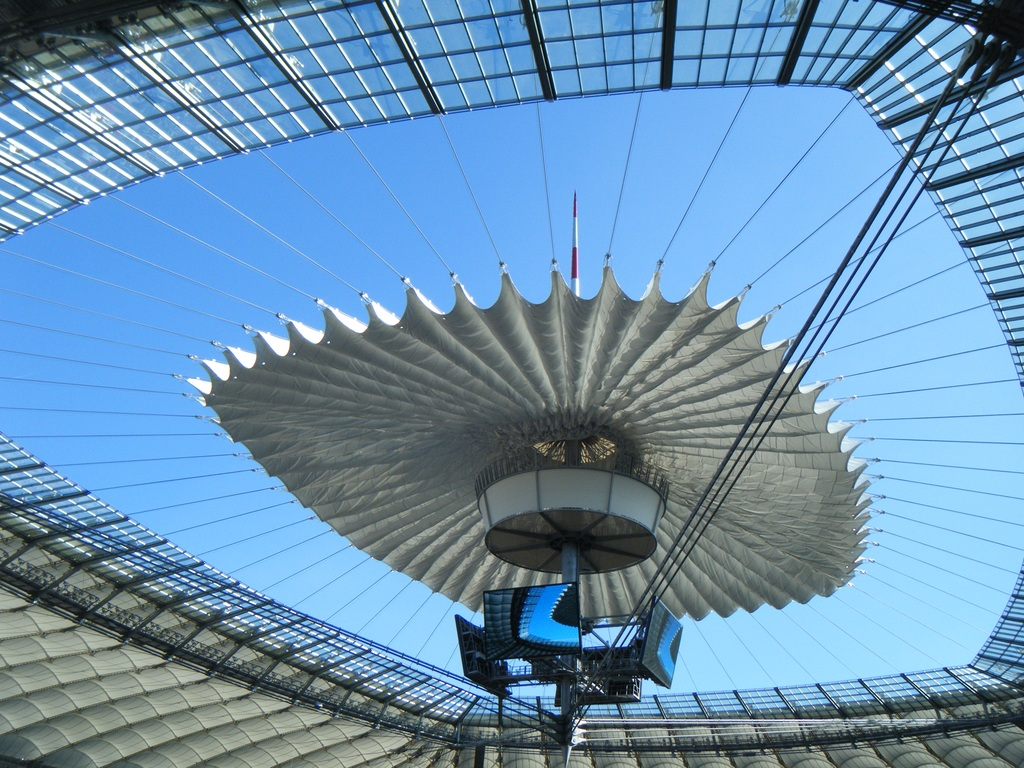
construction du toit
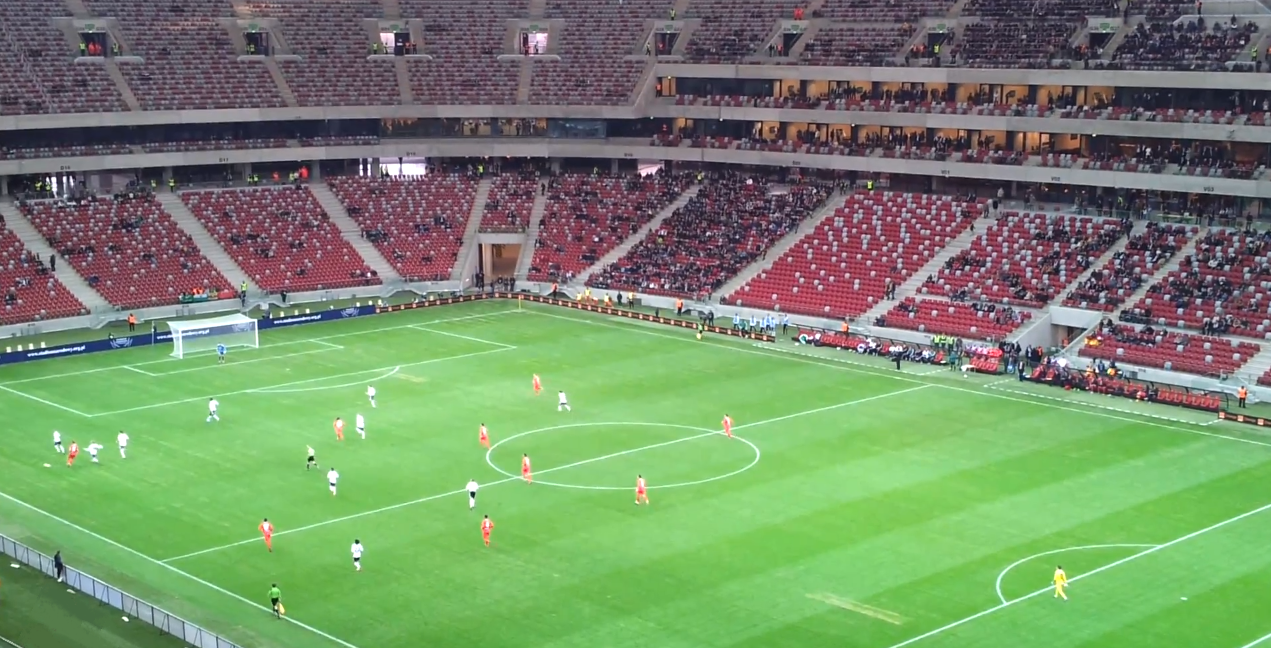
Soir de match Legia - Séville FC